# Jesus, om dig vill jag sjunga
Jesus, om dig vill jag sjunga är en psalm skriven och tonsatt av Nils Frykman 1886. Sången finns i Bibeltrogna vänners psalmbok Lova Herren 1988 som nummer 40.

## Publicerad i
- Lova Herren 1988 nr 40 under rubriken "Jesu Kristi namn".
- Lova Herren 2020 nr 33 under rubriken "Guds Son, Jesus vår Frälsare".